# Stenskäret (Rönnskären, Malax)
Stenskäret med Segelbådan är en ö i Finland. Den ligger i Norra kvarken och i kommunen Malax i den ekonomiska regionen  Vasa i landskapet Österbotten, i den västra delen av landet. Ön ligger omkring 40 kilometer väster om Vasa och omkring 390 kilometer nordväst om Helsingfors.
Öns area är 53,8 hektar och dess största längd är 1,4 kilometer i öst-västlig riktning.

## Sammansmälta delöar
- Stenskäret 63°02′59″N 20°50′17″Ö / 63.04984°N 20.83796°Ö
- Segelbådan 63°03′00″N 20°49′51″Ö / 63.04991°N 20.83092°Ö

## Klimat
Inlandsklimat råder i trakten. Årsmedeltemperaturen i trakten är 3 °C. Den varmaste månaden är september, då medeltemperaturen är 13 °C, och den kallaste är mars, med −6 °C.